# Thái Vạn Tài
Thái Vạn Tài (tiếng Trung: 蔡萬才; bính âm: Cài Wàncái; 5 tháng 8 năm 1929 – 5 tháng 10 năm 2014) là một chủ ngân hàng người Đài Loan. Sinh tại khu vực nay là huyện Miêu Lật, tên khai sinh của ông là 蔡萬財. Ông là một trong số các anh em trai của tỷ phú một thời Thái Vạn Lâm và là chú ruột của Thái Hoành Đồ. Thái Vạn Tài là ủy viên trong Lập pháp viện, tức Quốc hội Đài Loan. Ngoài ra ông còn là nhà sáng lập Tập đoàn Phú Bang. Tháng 6 năm 2008, tạp chí Forbes của Mỹ xếp ông vào vị trí người giàu thứ 4 tại Đài Loan, với giá trị tài sản là 5,1 tỷ đô la Mỹ.
Ông qua đời ở tuổi 85, vào năm 2014. Sau cái chết của ông, tập đoàn Phú Bang đã lập ra Giải Cống hiến Đài Loan Thái Vạn Tài để vinh danh ông. Công ty hiện do các con trai của ông là Thái Minh Trung và Thái Minh Hưng điều hành.